# Eurydice (U-Boot)
Die Eurydice (Kennung: S 644) war ein französisches U-Boot der Daphné-Klasse, von der in den Jahren 1950 bis 1960 insgesamt 11 Boote für die Französische Marine gebaut wurden. Das Boot ging am 4. März 1970 im Mittelmeer nach einer Explosion verloren. Alle 57 Mann an Bord kamen ums Leben.

## Bau und technische Daten
Das Boot wurde im Juli 1958 bei der Direction des Constructions Navales (DCNS) in Cherbourg  auf Kiel gelegt, lief am 19. Juni 1962 vom Stapel und wurde am 26. September 1964 in Dienst gestellt und der 1. U-Boot-Flottille zugeteilt. Es war 57,75 m lang und 6,74 m breit und hatte aufgetaucht 5,25 m Tiefgang. Seine Wasserverdrängung betrug 869 t über Wasser und 1043 t getaucht. Zwei Elektromotoren ermöglichten über zwei Schrauben eine Höchstgeschwindigkeit unter Wasser von 16 Knoten; über Wasser ergaben zwei Dieselmotoren eine Geschwindigkeit von 13,5 Knoten. Die maximale Tauchtiefe betrug 575 m und das Boot konnte bis zu 30 Tage auf See bleiben. Es hatte 12 Torpedorohre und eine Besatzung von 6 Offizieren und 44 Mann.

## Schicksal
Am Morgen des 4. März 1970 unternahm das Boot unter dem Kommando von Lieutenant de vaisseau (Kapitänleutnant) Bernard de Truchis de Lays bei ruhiger See Tauchübungen vor dem Cap Camarat, 35 Seemeilen östlich von Toulon, als Seismographen in Nizza um 7 Uhr 28 eine Unterwasserexplosion in etwa 600 m Tiefe registrierten. Die Eurydice meldete sich nicht mehr. Französische und italienische Schiffe fanden nur einen Ölflecken und einige wenige Wrackteile, von denen eines den Schriftzug Eurydice trug. Große Teile des Wracks der Eurydice wurden am 22. April 1970 von dem US-amerikanischen Tiefsee-Forschungsschiff Mizar südöstlich von Saint-Tropez (43° 9′ 36″ N, 6° 48′ 0″ O) in einer Tiefe von 750 m entdeckt und fotografiert.
Die Ursache der Explosion konnte nie geklärt werden. Dazu gibt es zwei Hypothesen:
- Am wahrscheinlichsten ist eine Kollision in sehr geringer Tiefe mit einem tunesischen Frachtschiff, der Tabarka, an deren Rumpf Spuren von frischen Kratzern entdeckt wurden.
- Nach der Wiederaufnahme der Suche nach der Minerve, deren Untergang auf ein Eintauchen des Periskops oder Schnorchels in die hochgehende See zurückzuführen sein könnte, kommt die gleiche Ursache als Erklärung für den Untergang der Eurydike in Betracht.